# Římskokatolická farnost Kujavy
Římskokatolická farnost Kujavy je farnost římskokatolické církve v děkanátu Bílovec ostravsko-opavské diecéze.
Farním kostelem je kostel svatého Michaela archanděla v Kujavech, původně gotický z konce 14. století, ale roku 1713 po požáru podstatně barokně přestavěný a nakonec nahrazený empírovou novostavbou z let 1830–1833. V Pohořílkách se nacházela kaple zasvěcená svatým Andělům strážným, postavená v roce 1844 na místě dřívější zvonice, kde se příležitostně konaly mše. Tato kaple byla zbořena v 70. letech 20. století.

## Historie
První zmínka o vsi Kujavy je v dokumentu pro fulneckou faru z roku 1337, v němž je zmiňován jakýsi Thilo z Kujav, možná místní kněz, spíše však fojt. Kostel však již existoval zřejmě na konci 14. století a první zmínka o faře je k roku 1510. Tehdejší katolický farář Matyáš žaloval utrakvistického pána na Fulneku Bernarda ze Žerotína, že jej vyhnal z fary a oloupil; získal sice u zemského soudu odškodnění, fara však zřejmě zůstala v utrakvistických a později protestantských rukou. Protestantské kněze se snažil dosazovat koncem 16. století fulnecký pán i Jan Skrbenský ze Hříště, který se proto dostal do sporu s biskupem Stanislavem Pavlovským; na jeho nátlak musel Skrbenský pastora Šimon Prokopa, kterého dosadil roku 1588, roku 1594 nahradit katolíkem Janem Sokolem. Později však zde opět působili luteráni (jménem je v 90. letech 16. století znám jakýsi Valten) a posledním z luteránských pastorů v Kujavách byl Peter Ball (doložen 1623–1627), který opustil Kujavy s Mansfeldovými vojsky. Ve farnosti působila tehdy i Jednota bratrská včetně Jana Amose Komenského (1618–1624).
Již roku 1622 však začala na fulneckém panství rekatolizace a správu kujavské farnosti převzal na výzvu nového patrona kostela, olomouckého biskupa, augustiniánský klášter ve Fulneku. Dočasně byly odsud spravovány i osiřelé farnosti v Suchdole a Butovicích. Kanovníci nejprve docházeli na bohoslužby z Fulneka, v roce 1666 pak byla opravena farní budova a administrátoři farnosti v ní pobývali trvale. A od roku 1689 byla kujavská fara obsazována světskými kněžími. Typickým představitelem josefinismu byl farář Joseph Kinauer, vzdělaný kněz a dřívější prefekt olomouckého kněžského semináře (roku 1778 přesunutého do Brna), který zaváděl ve farnosti osvícenskou osvětu, ale jeho liturgické novoty – například používání němčiny při bohoslužbách místo latiny – mu přineslo problémy u věřících i u biskupa, takže v letech 1781–1783 a opět od roku 1785 do Kinauerovy smrti roku 1792 byla farnost spravována kooperátory, přestože Kinauer zůstal oficiálně farářem.
K farnosti původně spadaly vedle samotné vsi Kujavy rovněž Pustějov a od zániku tamní fary za reformace také Hladké Životice. V obou vsích byly od konce 17. století nové filiální kostely a roku 1784 byly od kujavské farnosti odděleny samostatné lokální kuracie Hladké Životice a Pustějov. Náhradou byla téhož roku ke Kujavám přifařena ves Pohořílky, která dosud patřila k filiálnímu kostelu v Bílově spravovanému z Fulneka. V tomto územním rozsahu farnost existuje dodnes.
Patronát kujavské fary náležel původně vrchnosti, tj. majitelům panství Fulnek. Při konfiskaci fulneckého panství Janu II. Skrbenskému ze Hříště roku 1622 mu však byl pro zradu odebrán i kujavský patronát a vykonával ho nadále olomoucký (arci)biskup, a to až do roku 1789, kdy jej postoupil náboženské matici.
Farnost byla součástí bíloveckého děkanátu od jeho založení roku 1670, předtím náležela zřejmě s celým Bíloveckem k opavskému děkanátu. V 2. polovině 19. století nebo 1. polovině 20. století byla připojena k děkanátu Odry, při reorganizaci děkanátů roku 1952 se vrátila zpět k Bílovci. Do roku 1996 byla součástí (arci)diecéze olomoucké, od uvedeného roku pak nově vytvořené diecéze ostravsko-opavské.
Roku 1859 na území farnosti žilo 1181 obyvatel, vesměs římských katolíků. V roce 1930 žilo ve farnosti 959 obyvatel, z čehož 949 (99 %) se přihlásilo k římskokatolickému vyznání.
Od odsunu posledního německého faráře roku 1947 je farnost spravována excurrendo: v letech 1948 až 2009 v Kujavách působil farář z Hladkých Životic. V současnosti (2013) farnost spravuje excurrendo Martin Sodora, kněz z Bílovce.

## Bohoslužby
| Kostel                             | Místo  | Bohoslužba (den)   | Hodina     | Poznámka     |
| ---------------------------------- | ------ | ------------------ | ---------- | ------------ |
| kostel svatého Michaela archanděla | Kujavy | úterý pátek neděle | 17.30 9.15 | farní kostel |

## Kujavští faráři
Římskokatoličtí duchovní správci v Kujavách od 17. století:
- 1666–1671 Kararinsky
- 1671–1672 Jeroným Smíšek
- 1672–1675 Augussin Richter
- 1675–1681 Johann Wolný
- 1681–1683 Franz Krumpholz
- 1683–1689 Johann Ignaz Göbel
- 1689–1690 Šimon Doležel
- 1690–1701 Johann Valentin Brauner
- 1701–1726 Karl Joseph Gerth
- 1726–1740 Andreas Ferdinand Jedek
- 1740–1747 Martin Bauherr
- 1747–1751 Johann Wilhelm Zeno rytíř von Dennhaus (Dennhof?)
- 1751–1763 Anton Schwanzer
- 1764–1768 Anton Franz Freiheit
- 1768–1778 Bernhard Augustin Wach
- 1778–1792 Joseph Kinauer
- 1793–1830 Joseph Friedl
- 1831–1856 Johann Grün
- 1856–1871 Ferdinand Kuhn
- 1871–1885 Joseph Jakusch
- 1885–1895 Franz Justel
- 1896–1906 Johann Hückel
- 1907–1913 František Olenek
- 1913–1928 Alois Kowař
- 1929–1946/47 Heinrich Illichmann
- 1947–1948 Mikuláš Šindlář, farář v Pustějově, excurrendo
- 1948–1959 Robert Chovanec, farář v Hladkých Životicích, excurrendo
- 1959–1962 Antonín Dominik, farář v Hladkých Životicích, excurrendo
- 1962–1965 František Navrátil, farář v Hladkých Životicích, excurrendo
- 1965–2009 Hubert Šula, děkan a farář v Hladkých Životicích, excurrendo
- 2009–dosud (2013) Martin Sudora, kněz v Bílovci, excurrendo